# Крещение Христа (фреска Перуджино)
«Крещение Христа» (итал. Battesimo di Cristo) — фреска работы Пьетро Перуджино, написанная около 1482 года. Расположена в Сикстинской капелле, Рим.

## История
В 1480 году Перуджино занимался росписью старой базилики Святого Петра в Риме. Папа Сикст IV был доволен его работой и решил привлечь его к росписи новой капеллы в Ватиканском дворце. Из-за большого размера работы к Перуджино позднее присоединилась группа художников из Флоренции, включая Сандро Боттичелли, Доменико Гирландайо и др.
В качестве помощников Перуджино в Сикстинской капелле работали Пинтуриккио, Андреа д'Ассизи, Рокко Цоппо или, менее вероятно, Ло Спанья или Бартоломео делла Гатта, но принадлежность им деталей дискуссионна.

## Описание

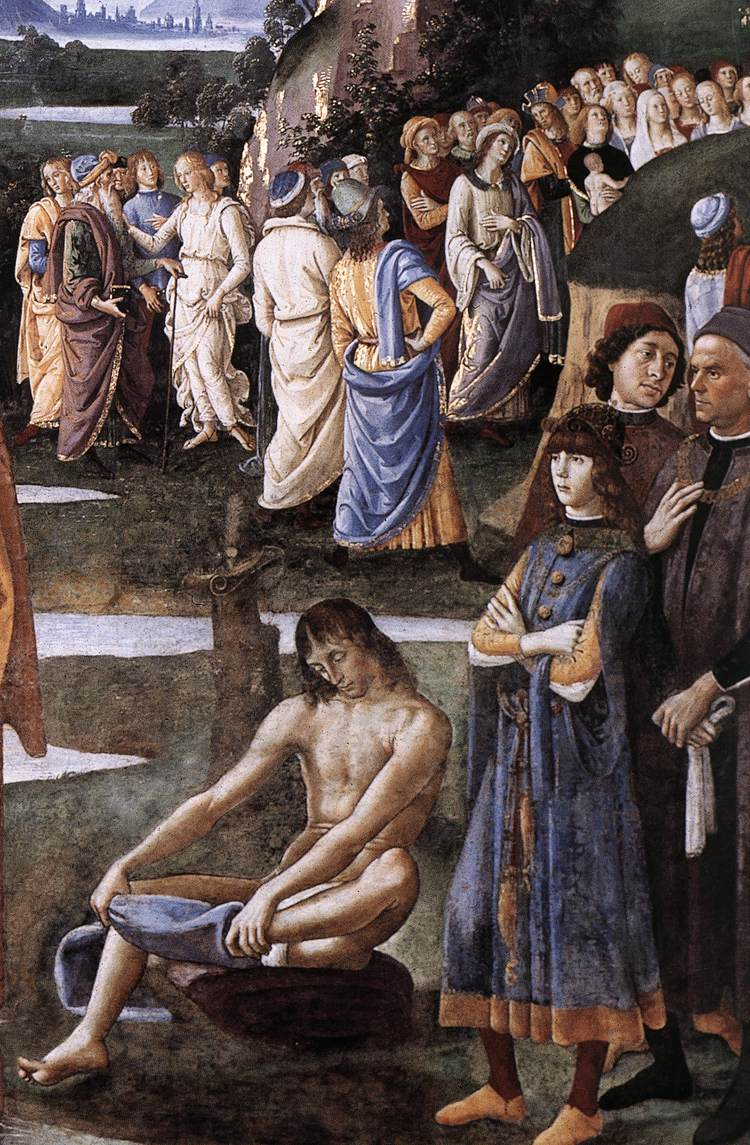
Деталь фрески

Фреска «Крещение Христа» первая на стене справа от алтаря, напротив неё расположена фреска «Возвращение Моисея в Египет» также работы Перуджино. Блаженный Августин и другие ранние христианские авторы рассматривают крещение как вид некоего «духовного обрезания».
Структура фрески симметрична, что характерно для работ Перуджино. В центра река Иордан, текущая по направлению к зрителю и достигающая ног Христа и Иоанна Крестителя, проводящего обряд крещения. С небес нисходит Святой дух, символизируемый голубем; он послан Богом, который изображён в светящемся облаке и окружён херувимами и серафимами. Пейзаж включает в себя символический вид Рима, узнаваемого по триумфальной арке, Колизею и римскому Пантеону. Тонкие деревья типичны для умбрийской школы, к которой относится Перуджино.
По бокам два второстепенных эпизода: Иоанн Креститель (слева) и Христос (справа) обращаются с проповедью к толпе. В центральной части также можно видеть двух коленопреклонённых ангелов, держащих полотенце: этот элемент возник под влиянием ранненидерландской живописи, подобное можно видеть в работах Хуго ван дер Гуса, в частности на «Алтаре Портинари». Появление необычных для работ Перуджино портретов современников по бокам переднего плана вдохновлено работами Гирландайо, который также принимал участие в работе над росписью Сикстинской капеллы.
Фреска увенчана фризом с надписью OPVS PETRI PERVSINI · CASTRO PLEBIS.

## Источник
- Garibaldi, Vittoria. Perugino // Pittori del Rinascimento (неопр.). — Florence: Scala, 2004.